# Gourdon (Lot)
Gourdon is een gemeente in het Franse departement Lot (regio Occitanie). De gemeente telde 4.080 inwoners op 1 januari 2022. De plaats is de onderprefectuur van het arrondissement Gourdon. De gemeente ligt in de landstreek Bouriane.
In de gemeente ligt spoorwegstation Gourdon. Gourdon is lid van Les Plus Beaux Villages de France.

## Geschiedenis
In de 10e eeuw werd hier op een 286 meter hoge heuvel een castrum gebouwd. Dit werd het kasteel van de heren van Gourdon en de stad groeide rond dit kasteel. In 1189 werd de stad ingenomen door het leger van Richard I van Engeland. Hierbij sneuvelde heer Fortanier I de Gourdon-Saint-Cirq. De stad bloeide door de handel en kreeg in 1244 van heer Fortanier II de Gourdon-Saint-Cirq een stadscharter. Zo werd Gourdon een stad bestuurd door consuls. Rond Gourdon stond vanaf de 13e eeuw een stadsmuur met daarin vier poorten. Tijdens de Honderdjarige Oorlog lag Gourdon in het Franse Quercy tegenover de Périgord die in handen van de Engelsen was. In de 14e eeuw telde Gourdon ongeveer 5.000 inwoners binnen de stadsmuren.
Onder koning Lodewijk XIII werd het kasteel van Gourdon ontmanteld. Zo wilde kardinaal de Richelieu verhinderen dat de protestanten hier nog een toevlucht konden nemen. Toch kende de stad opnieuw voorspoed in de 17e en de 18e eeuw en de stad werd verfraaid met talrijke nieuwe gebouwen.  In de loop van de 18e eeuw werden de stadsmuren geslecht en in hun plaats kwamen boulevards.
In de 19e eeuw eeuw ontwikkelde de stad zich ook als een administratief centrum, als onderprefectuur van een arrondissement.

## Geografie
De oppervlakte van Gourdon bedroeg op 1 januari 2022 45,56 vierkante kilometer; de bevolkingsdichtheid was toen 89,6 inwoners per km².
De onderstaande kaart toont de ligging van Gourdon met de belangrijkste infrastructuur en aangrenzende gemeenten.

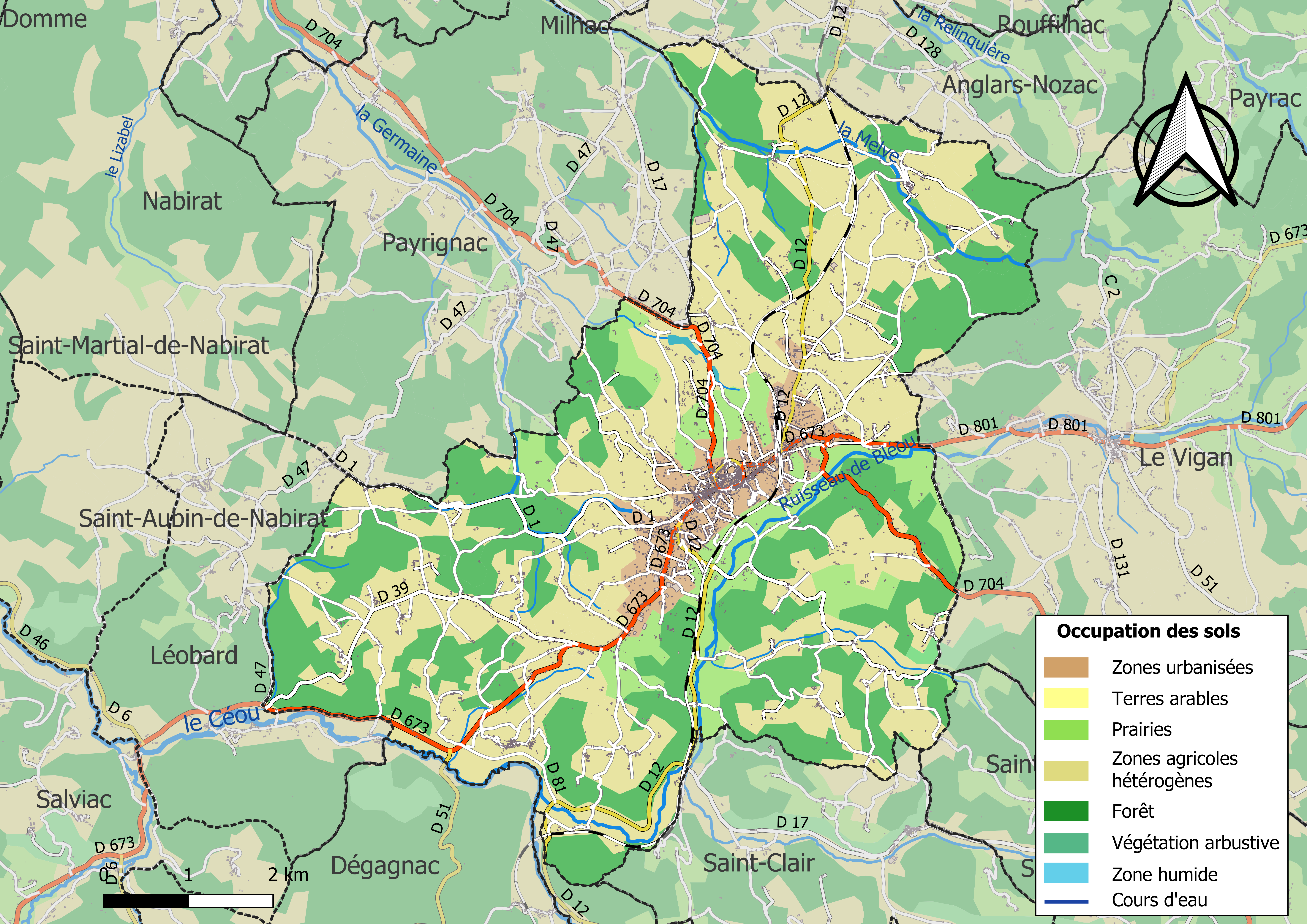

## Demografie
Onderstaande figuur toont het verloop van het inwonertal (bron: INSEE-tellingen).

## Bezienswaardigheden

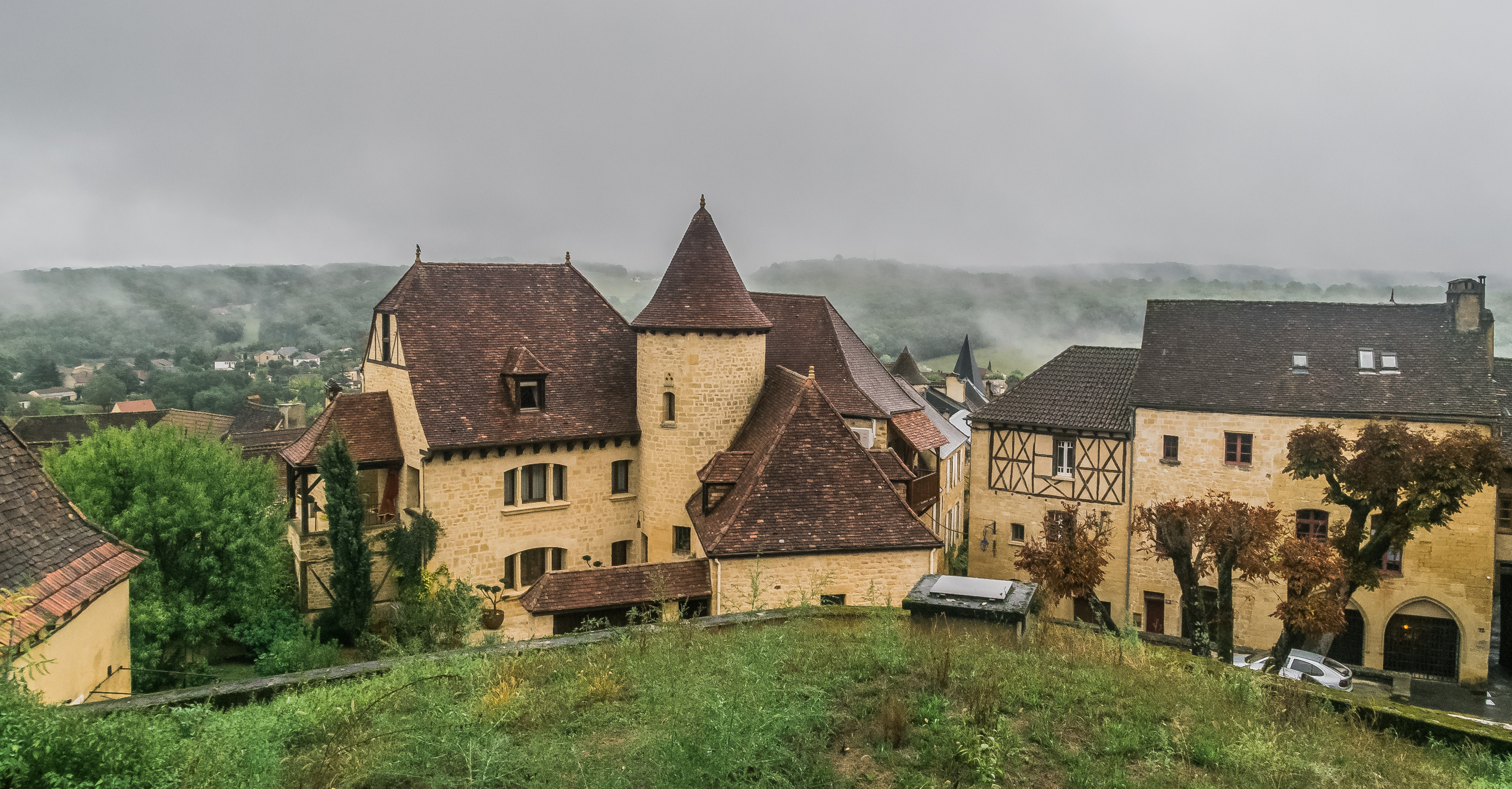
Gourdon

De gotische Saint-Pierrekerk heeft een barok interieur uit de 17e eeuw. De kasteelheuvel in het centrum van de historische stad is omgevormd tot een park met bovenaan een oriëntatietafel.
Het stadhuis dateert uit de 13e eeuw maar werd grondig verbouwd in de 17e en de 18e eeuw. In het Maison du Sénéchal in de rue du Majou is het geschiedkundig museum Centre d'Interprétation de l'Architecture et du Patrimoine ondergebracht.

## Geboren
- Bertrand de Gourdon (?-na 1233), troubadour
- Jean-Baptiste Cavaignac (1762-1829), politicus
- Pierre Pélissier (1814-1863), dovenleerkracht en dichter

## Ext-erne links
- (fr)  Statistische informatie op de website van INSEE